# Hoploscopa triangulifera
Hoploscopa triangulifera là một loài bướm đêm trong họ Crambidae.